# Walvisbaai (baai)
De Walvisbaai is een baai aan de kust van Namibië en is onderdeel van de Atlantische Oceaan. De havenstad Walvisbaai ligt aan het zuidoostelijke uiteinde van de baai, met het Langstrand district en de meest noordelijke uitlopers die de baai in het noordoosten afsluiten. In het zuiden en zuidwesten vormt het schiereiland Pelican Point de natuurlijke grens van de baai.

## Geschiedenis
Tussen 1482 en 1489 verkende de Portugese zeevaarder Diogo Cão de westkust van Afrika en voer hij ook de Walvisbaai binnen. Vanwege de rijke walvis- en visbestanden trok de baai vanaf het begin van de 18e eeuw de interesse van Europese en Noord-Amerikaanse vissers en werd het in 1795 geannexeerd door de bemanning van het Britse oorlogsschip Star.

## Ecologie
De baai staat bekend om zijn biodiversiteit, waaronder duizenden Kaapse pelsrobben, dolfijnen, maanvissen, zeeschildpadden en walvissen. De baai wordt gebruikt voor toerisme en door de haven van Walvisbaai en omringt de Walvisbaailagune, een internationaal belangrijke Ramsar-locatie. Er zijn ook zoutpannen aan de zuidelijke rand, waar de Kuiseb in de baai stroomt - voor het laatst in 2011. In het zuidoosten ligt het kunstmatige Bird Island, dat werd aangelegd voor de winning van guano.

### Important Bird Area
De baai en lagune zijn samen door BirdLife International aangewezen als Important Bird Area vanwege het belang voor significante populaties van Afrikaanse zwarte scholekster, damarastern, drieteenstrandloper, geoorde fuut, grote kuifstern, Kaapse plevier, kelpmeeuw, kleine flamingo, kluut, krombekstrandloper, reuzenstern, rode flamingo, steenloper, vale strandplevier, visdief, zilverplevier en andere watervogels.